# 刘绍亮
刘绍亮（1953年11月—），山东济南人，中国人民解放军中将。
曾历任北京军区空军司令部政治部主任、空军政治部干部部副部长、部长、北京军区空军政治部副主任、南京军区空军政治部副主任、空军上海指挥所政委。2006年任空军装备部政委，2010年任济南军区空军政治委员，2012年12月任北京军区空军政治委员。2016年1月，任新建立的中国人民解放军中部战区首任空军政治委员。
2011年授中国人民解放军中将军衔。2018年2月24日，当选为第十三届全国人大代表。